# SGI IndyCam
La IndyCam es una pequeña cámara de enfoque fijo destinada a instalarse sobre el monitor de los sistemas SGI. Originalmentefue distribuida junto con la estación de trabajo Indy. También se puede conectar al Indigo2 a través de las entradas de video.
Fue diseñado para videoconferencias y, por lo tanto, optimizado para oficinas con iluminación por luces fluorescentes.
La IndyCam fue reemplazada por la Moosecam, o 02cam.
La IndyCam continuó siendo utilizada entre un pequeño grupo de aficionados a la SGI.